# Великий Боч
Великий Боч (словен. Veliki Boč) — поселення в общині Селниця-об-Драві, Подравський регіон‎, Словенія.